# Dongjiang Hu
Dongjiang Hu (kinesiska: 东江湖) är en sjö i Kina. Den ligger i provinsen Hunan, i den södra delen av landet, omkring 260 kilometer söder om provinshuvudstaden Changsha. Dongjiang Hu ligger 278 meter över havet. I omgivningarna runt Dongjiang Hu växer i huvudsak blandskog.
Genomsnittlig årsnederbörd är 1 809 millimeter. Den regnigaste månaden är maj, med i genomsnitt 261 mm nederbörd, och den torraste är oktober, med 31 mm nederbörd.